# Toby Kodat
Toby Alex Kodat (* 13. Januar 2003 in Bradenton, Florida) ist ein US-amerikanischer Tennisspieler.

## Karriere
Im Jahr 2019 spielte Kodat bei allen vier Grand-Slam-Turnieren der Junioren und erreichte bei den French Open im Einzel das Finale, wo er dem Dänen Holger Rune unterlag. Im Doppel spielt er meist an der Seite von Martin Damm, mit dem er bei den French Open das Viertel- und in Wimbledon das Halbfinale erreichte. Noch zwei weitere Jahre kann er auf der Juniorentour antreten. Seine beste Platzierung bislang ist der 7. Platz in der Juniorweltrangliste.
Bei den USTA Boys 18s National Championships, den Meisterschaften der Unter-18-Jährigen, gewann Kodat mit Damm im Herbst durch den Turniersieg eine Wildcard für die US Open. Dort konnten sie zum Auftakt die Paarung aus Mitchell Krueger und Tim Smyczek besiegen. Damit wurde die Paarung zum jüngsten Team mit einem Hauptfeldsieg der US-Open-Geschichte. In der zweiten Runde unterlagen sie Kevin Krawietz und Andreas Mies. Durch die Weltranglistenpunkte stieg Kodat im Doppel bis auf Platz 435 der Welt.

## Persönliches
Toby Kodat ist Halbbruder der tschechischen Tennisspielerin Nicole Vaidišová.